# 과부 3대
"과부 3대"(Three Generations Of Widows)는 한국에서 제작된 강대하 감독의 1983년 드라마, 멜로/로맨스 영화이다. 최민희 등이 주연으로 출연하였고 김병석 등이 제작에 참여하였다.

## 출연

### 주연
- 최민희
- 유장현
- 박지원
- 장순자

## 기타
- 조명: 김동호